# Beffroi de Nuits-Saint-Georges
Le beffroi de Nuits-Saint-Georges est un beffroi d'inspiration flamande du XVIIe siècle à Nuits-Saint-Georges en Côte-d'Or en Bourgogne-Franche-Comté. Il est inscrit aux monuments historiques depuis le 24 janvier 1947.

## Historique
Entre 1610 et 1619, le bâtiment carré qui intègre le beffroi est construit dans le centre historique commerçant de la cité, sur l'actuelle place de la république, sur la route des Grands Crus du vignoble de Bourgogne, à 5 km du château du Clos de Vougeot. 

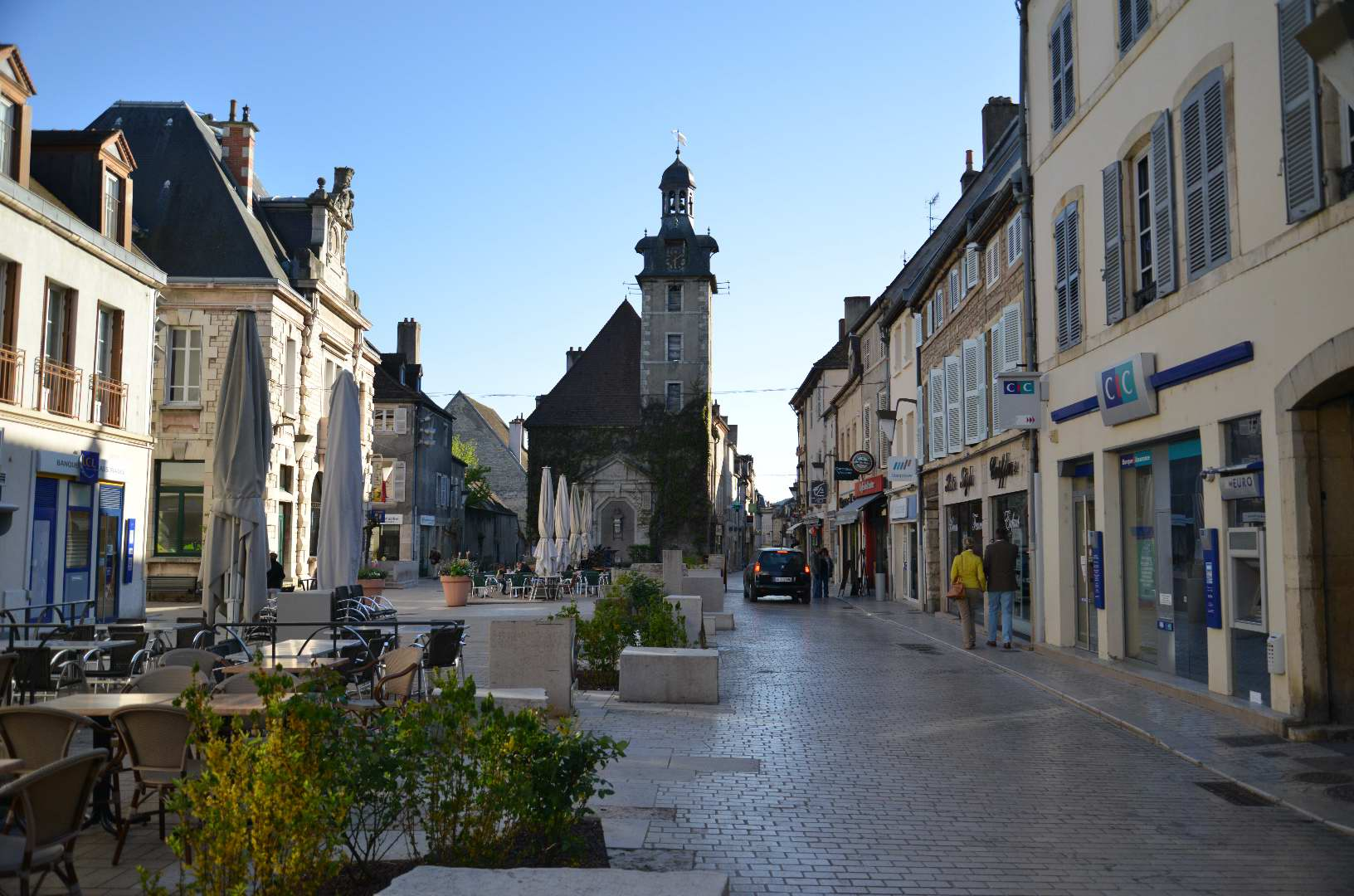
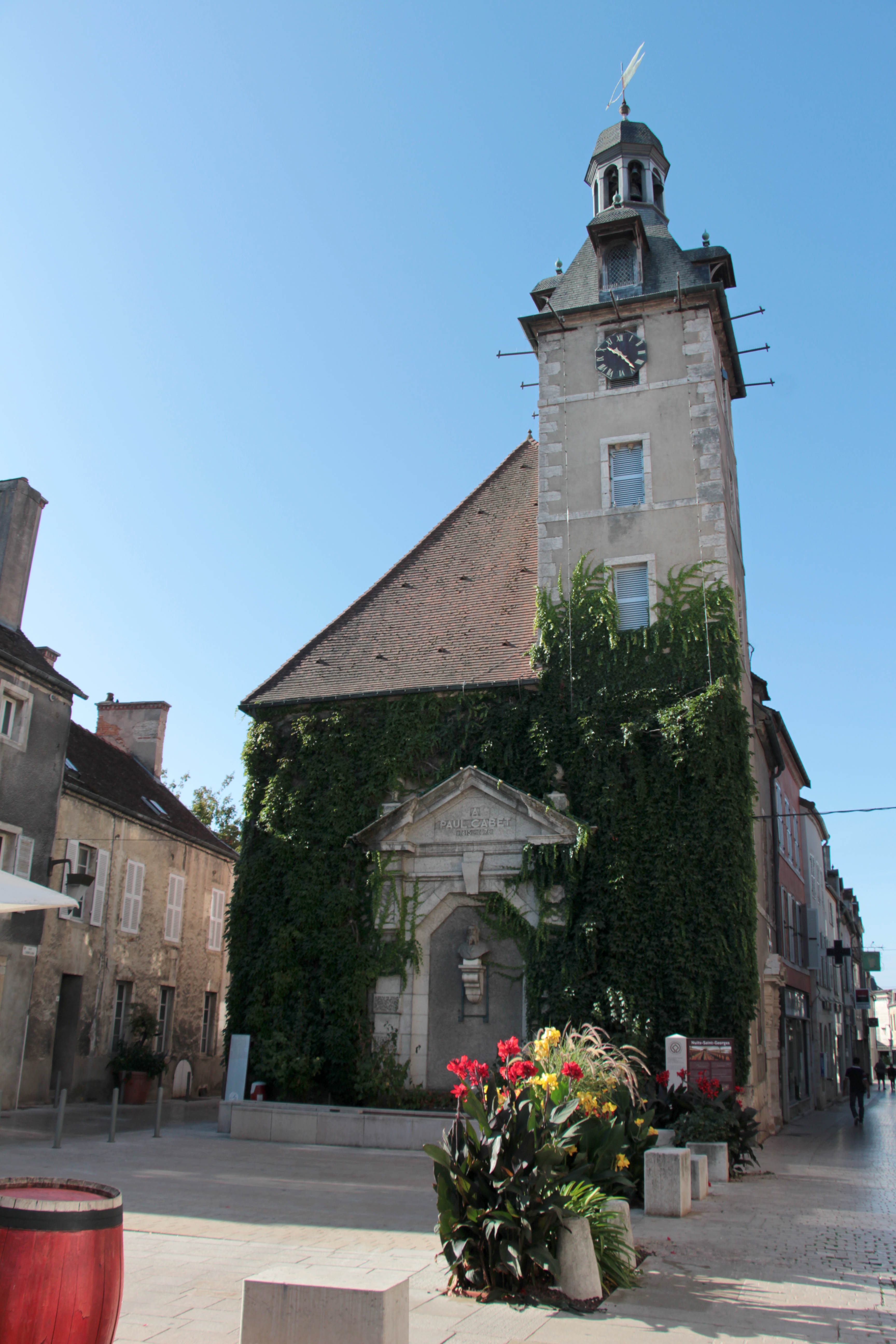
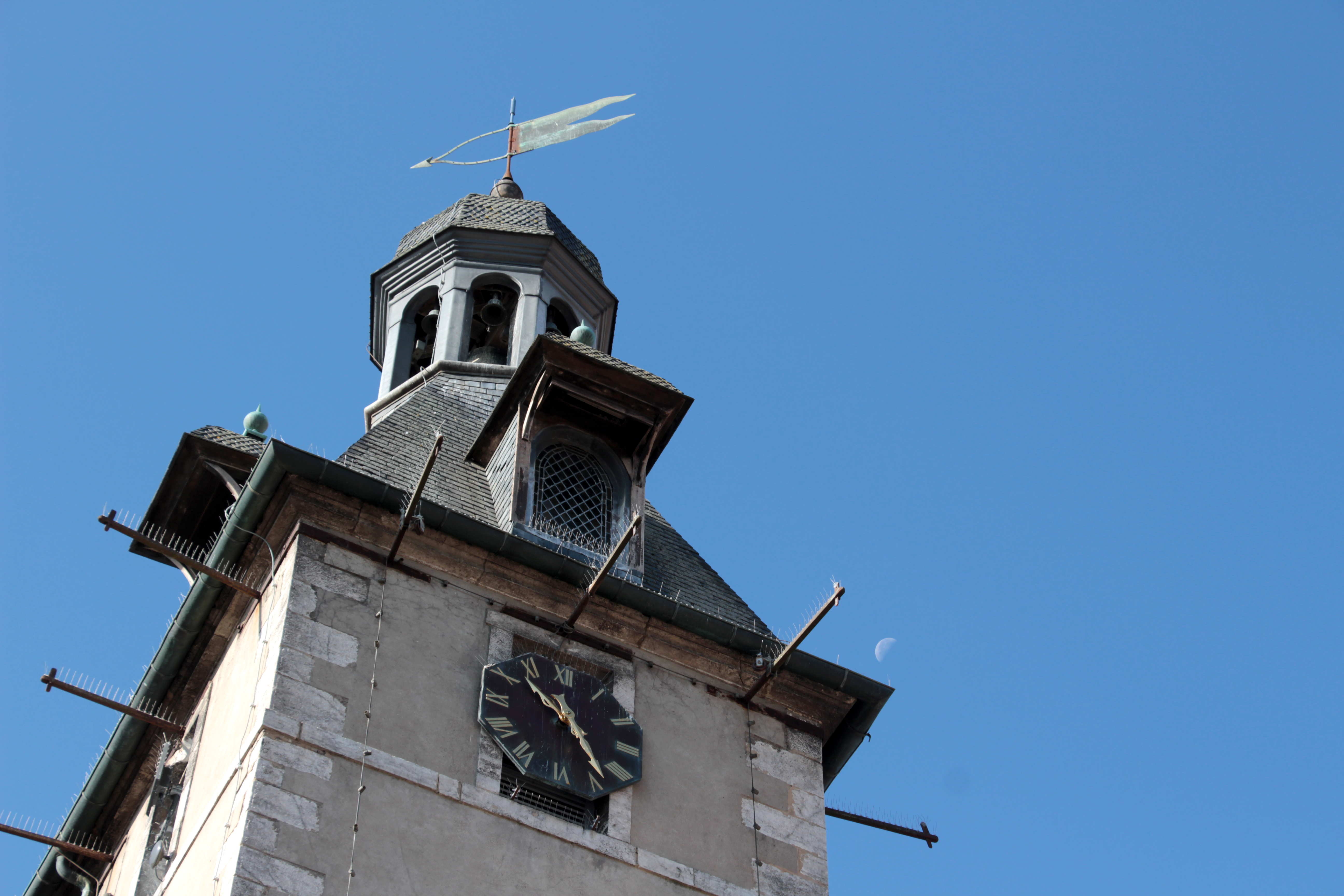

Entre 1619 et 1629, le beffroi de deux étages et une cave, est intégré dans le bâtiment précédent à titre de tour de garde, avec l'ajout au somment en 1633 d'un campanile en forme de lanterneau octogonal doté d'un carillon automatique de plusieurs cloches pour rythmer la vie de la cité, l’une d’elles, datant de 1619, étant classée.
L'ensemble abrite l’hôtel de ville jusqu’en 1833. Le bailliage où se réunissaient les échevins, est situé derrière, avec des halles en bois qui séparaient les deux.
Depuis la démolition du bailliage en 1832 et des halles en 1848, libérant une grande place, le beffroi est devenu et reste un des monuments historiques symboliques de la ville.

En 1933, Paul Gasq érige le monument du sculpteur nuiton Paul Cabet (1815-1876), élève et gendre du sculpteur dijonnais François Rude, sur la façade du beffroi au-dessus d'une fontaine.

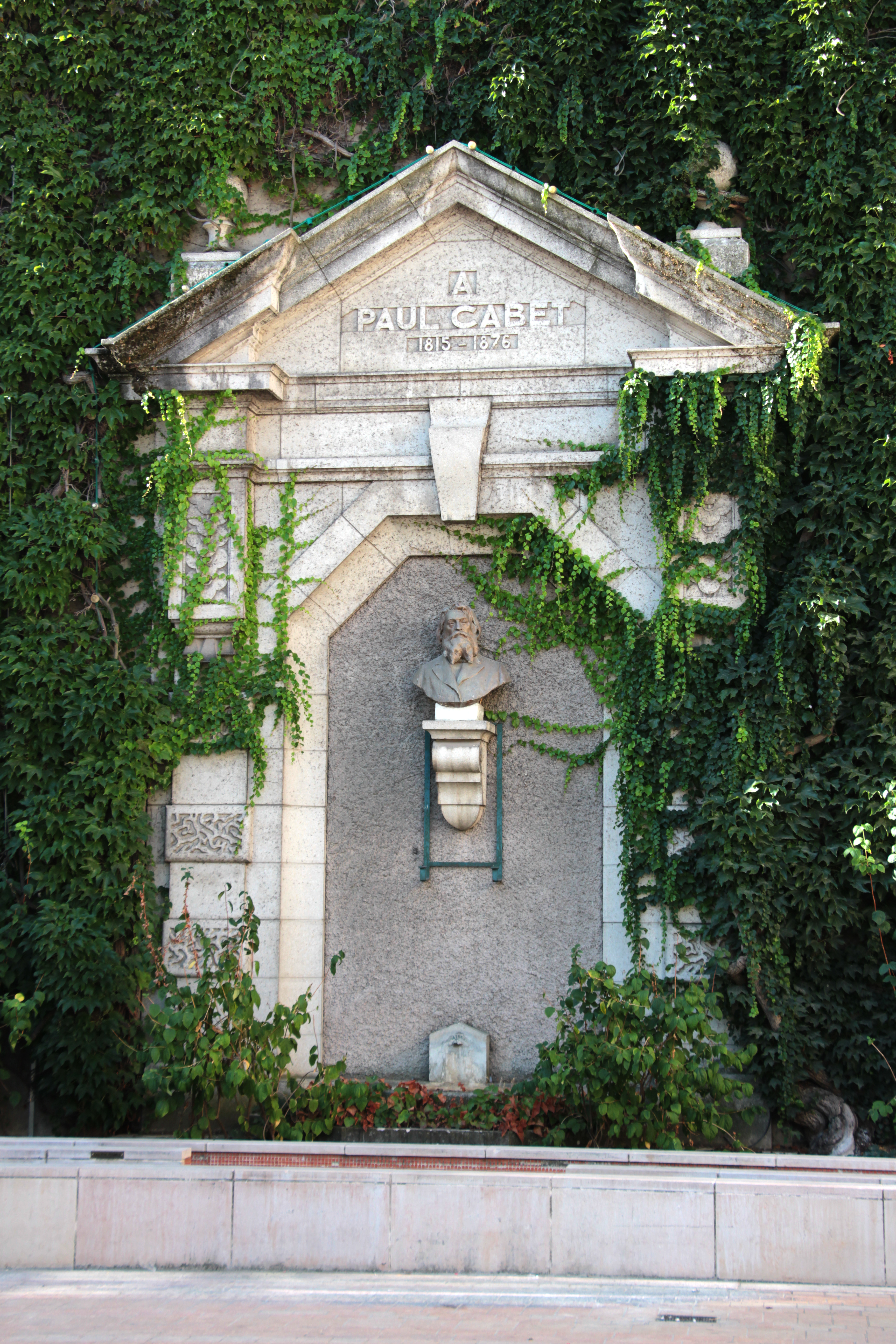
Monument à Paul Cabet sur la façade du beffroi de Nuits-Saint-Georges, par Paul Gasq.
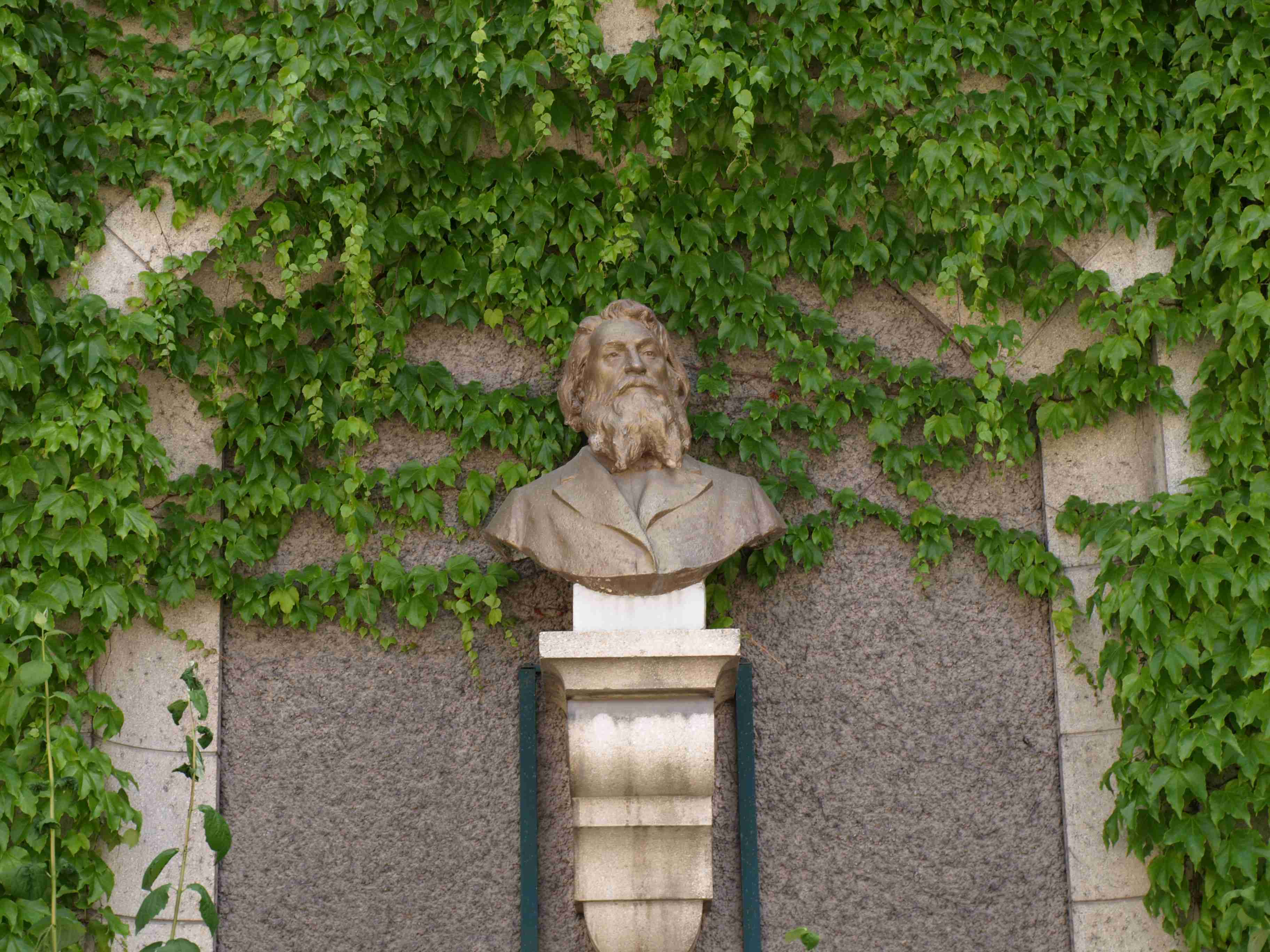
Paul Gasq, Monument à Paul Cabet (1933, détail).

L'édifice recouvert de vigne vierge est restauré en 1989 et fait toujours entendre son carillon automatique. Il n'est pas ouvert à la visite.